# Platysenta claufacta
Platysenta claufacta är en fjärilsart som beskrevs av Walker 1857. Platysenta claufacta ingår i släktet Platysenta och familjen nattflyn. Inga underarter finns listade i Catalogue of Life.